# ديفيد ستون (موسيقي)
ديفيد ستون (بالإنجليزية: David Stone)‏ هو موسيقي وعازف بيانو كندي وأمريكي، ولد في 1952 في تورونتو في كندا.

## وصلات خارجية
- ديفيد ستون على موقع ميوزك برينز (الإنجليزية)
- ديفيد ستون على موقع أول ميوزيك (الإنجليزية)
- ديفيد ستون على موقع ديسكوغز (الإنجليزية)